# ماسانوبو فوكوكا
ماسانوبو فوكوكا (2 فبراير 1913 - 16 آب 2008)، مزارع وفيلسوف ياباني، يحتفل الأشخاص به من أجل الزراعة الطبيعية وإعادة زراعة النباتات في الأراضي المتصحرة. كان مناديًا لاستخدام أساليب زراعة دون استخدام الحراثة، وهي طريقة تقليدية للكثير من ثقافات السكان الأصليين والتي ابتكر منها طريقة خاصة للزراعة، ومشار إليها عادة باسم «الزراعة الطبيعية» أو «الزراعة دون استخدام أي شيء».
كان فوكوكا مؤلف العديد من الكتب اليابانية والأبحاث العلمية وغيرها من المطبوعات، كما ظهر في الأفلام الوثائقية والمقابلات التلفزيونية التي أجريت في سبعينيات القرن الماضي. لم يكتف بالتأثير في الزراعة لإلهام الأفراد داخل الحركات الغذائية الطبيعية ونمط الحياة الطبيعية. كان مدافعاً صريحاً عن قيمة مراقبة المبادئ الطبيعية.